# 沃斯特湖
沃斯特湖（英語：Wast Water）是位於英國英格蘭坎布里亞郡湖區國家公園的一個湖泊。沃斯特湖的長度達3英里（4.6公里），寬度0.3英里（600米）。沃斯特湖是英格蘭最深的湖泊，最深處水深有79米。現在沃斯特湖由國家名勝古蹟信託所有。

## 外部連結
- The Wasdale Lady in the Lake （页面存档备份，存于）
- The Cumbria Directory - Wast Water （页面存档备份，存于）